# Texophon
Texophon är ett släkte av mångfotingar. Texophon ingår i familjen Dorypetalidae.
Kladogram enligt Catalogue of Life:
| Texophon | \| \| Texophon aransas \| \| \| \| \| \| Texophon nessium \| \| \| \| |
|          | \| \| Texophon aransas \| \| \| \| \| \| Texophon nessium \| \| \| \| |
|          | Cyphocallipus                                                         |
|          |                                                                       |
|          | Dorycallipus                                                          |
|          |                                                                       |
|          | Dorypetalum                                                           |
|          |                                                                       |
|          | Texophon aransas                                                      |
|          |                                                                       |
|          | Texophon nessium                                                      |
|          |                                                                       |

|  | Texophon aransas |
|  |                  |
|  | Texophon nessium |
|  |                  |